# Алчевський історичний музей
Міський історичний музей Алчевська — музей, заснований в 1967 році в місті Алчевську Луганської області.

## Історія
Музей створений в 1967 році на громадських засадах за рішенням Алчевської міської ради.
Для відвідування відкрито в 1970 році.
У 1978 році музею присвоєно звання «народний».
З січня 1982 року отримав статус державного і став відділом Луганського обласного краєзнавчого музею.
З січня 2014 року музей отримав самостійний статус і став комунальною установою «Алчевський міський історичний музей».

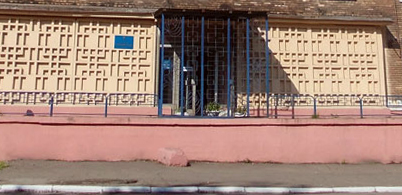
Музей

## Еспозиція
Експозиція створена за проектом художника Л. М. Жданова.
У музеї існують 4 зали:
- Історія заснування та розвитку Алчевська з 18 століття по початок 20 століття.
- Алчевськ під час Великої Вітчизняної війни.
- Алчевськ з 1940 року по 1970 рік.
- Сучасне декоративно-прикладне мистецтво в місті.

Площа музею становить 574 квадратних метри, а площа експозиції 400 квадратних метрів .
У фонді музею зберігається понад 7000 експонатів серед яких: документи, фотографії та предмети побуту.
Основний фонд музею має у своєму розпорядженні кілька цікавий колекцій і предметів:
- старовинні церковні книги кінця XVII — початку XIX століть;
- книги, подаровані місцевими поетами і письменниками;
- картини місцевих художників і майстрів прикладної та народної творчості;
- предмети побуту, одягу городян і селян XIX ст., рушники, старовинні фото;
- ордени, медалі, значки, грошові знаки різних часів;
- документи і фото родини Алчевських, оригінали книг Христини Данилівни та Христини Олексіївни Алчевських.

Початок експозиції музею розповідає про історію заселення краю, життя і побут наших земляків в кінці XIX — початку XX століття. Один із залів присвячений родині Алчевських.
Зали музею розповідають про трудові і бойої звершення алчевців. У них представлені документи, фото, особисті речі Героїв Радянського Союзу, Героїв Соціалістичної Праці, ветеранів Великої Вітчизняної війни, в'язнів фашистських концтаборів, визволителів Алчевська від гітлерівських загарбників, про важкий повоєнний час, відбудову заводів та міста.
У залах музею представлені інтер'єри селянського житла, житлові кімнати робочого Заводу початку XX століття, інтер'єр кабінету почесного громадянина міста Алчевська, Героя Соціалістичної праці П. А. Гмирі, який очолював протягом чверті століття металургійний завод і багато зробив для розвитку міста.
Один з експозиційних залів надано клубу «Веселка Надії» під постійно діючу виставку майстрів народної творчості, заснований Заслуженим майстром народної творчості Н. П. Кутеповою.
Кілька залів музею використовуються як виставкові.

## Заходи, що проводяться музеєм
Наукові співробітники проводять тематичну інсценовану екскурсію.
У музеї існують уроки за наступними темами:
- Бабусина скриня (немає)
- Український віночок.
- Український одяг.
- Історія однієї фотографії та листи з фронту.

За цим же темам відбуваються уроки і в школах, після яких учні приходять в музей і знайомляться з предметами, про які розповідалося на уроці.

## Клуби
З 1998 року в музеї діють клуби:
- «Фронтові друзі»,
- «Веселка Надії»,
- Клуб цікавих зустрічей .